# Becilla de Valderaduey (kommunhuvudort)
Becilla de Valderaduey är en kommunhuvudort i Spanien.   Den ligger i provinsen Provincia de Valladolid och regionen Kastilien och Leon, i den norra delen av landet, 220 km nordväst om huvudstaden Madrid. Becilla de Valderaduey ligger 734 meter över havet och antalet invånare är 359.
Terrängen runt Becilla de Valderaduey är huvudsakligen platt. Becilla de Valderaduey ligger nere i en dal. Runt Becilla de Valderaduey är det mycket glesbefolkat, med 5 invånare per kvadratkilometer. Närmaste större samhälle är Mayorga, 8,4 km norr om Becilla de Valderaduey. Trakten runt Becilla de Valderaduey består till största delen av jordbruksmark.